# Hauptwache

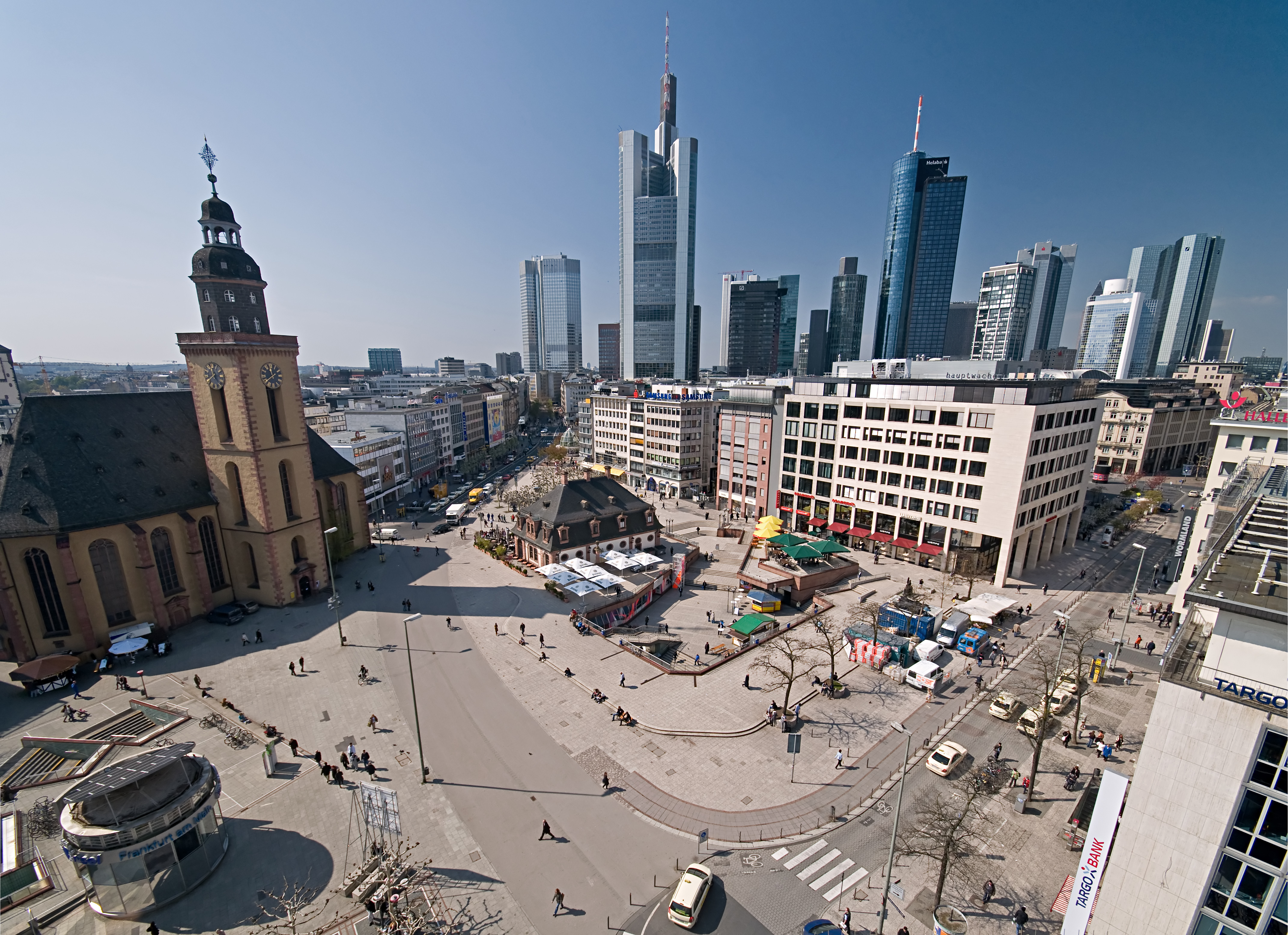
El edificio Hauptwache y la plaza vistos desde el jardín de la azotea del Kaufhof

Hauptwache (del alemán: 'Guardia Principal') es una de las plazas (del alemán: An der Hauptwache) más importantes de Fráncfort del Meno, Alemania. Su nombre original, Schillerplatz fue sustituido a comienzos del siglo XX.

## El edificio Hauptwache

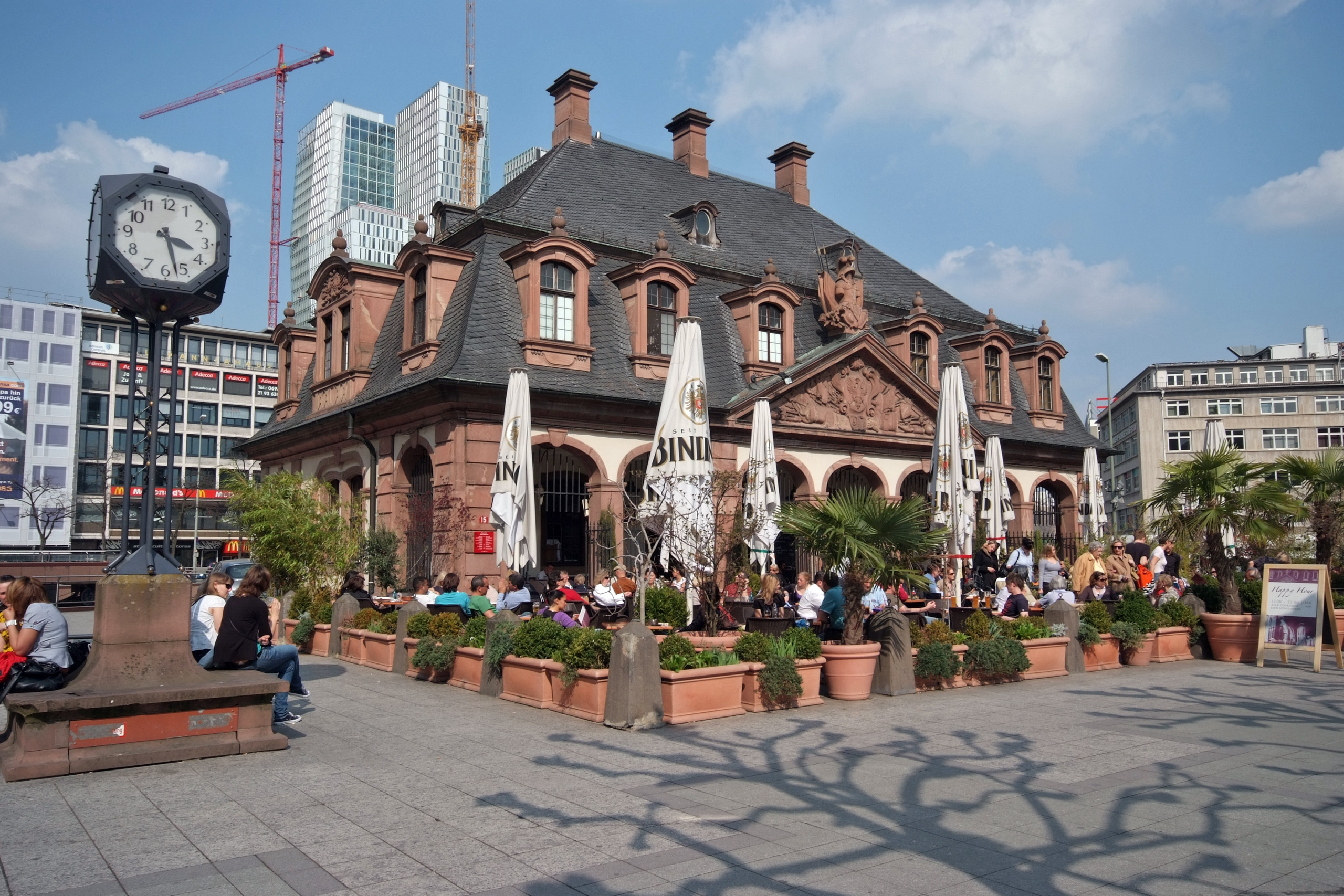
La antigua guardia con una cafetería (parte frontal)

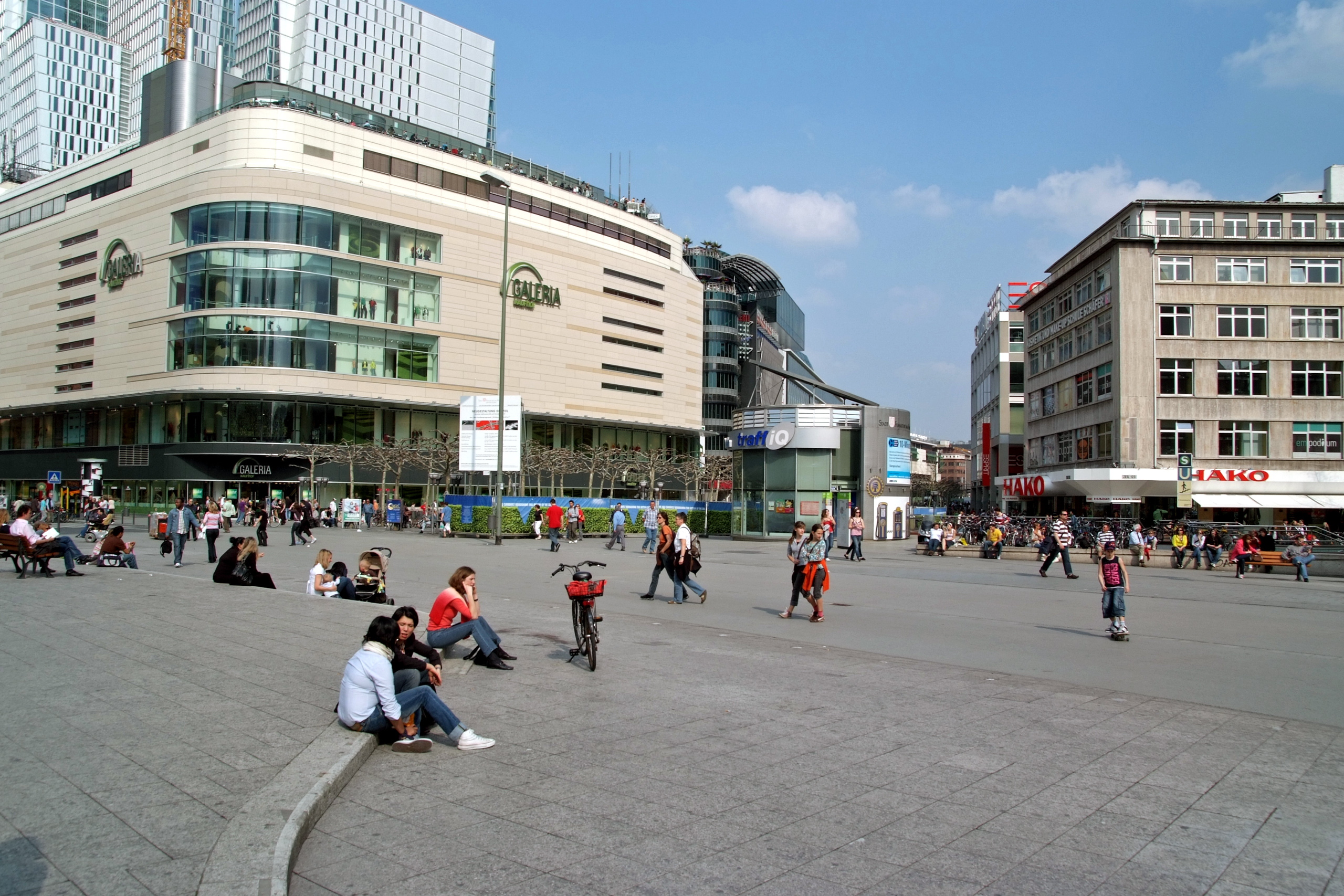
La plaza Hauptwache con los grandes almacenes Kaufhof

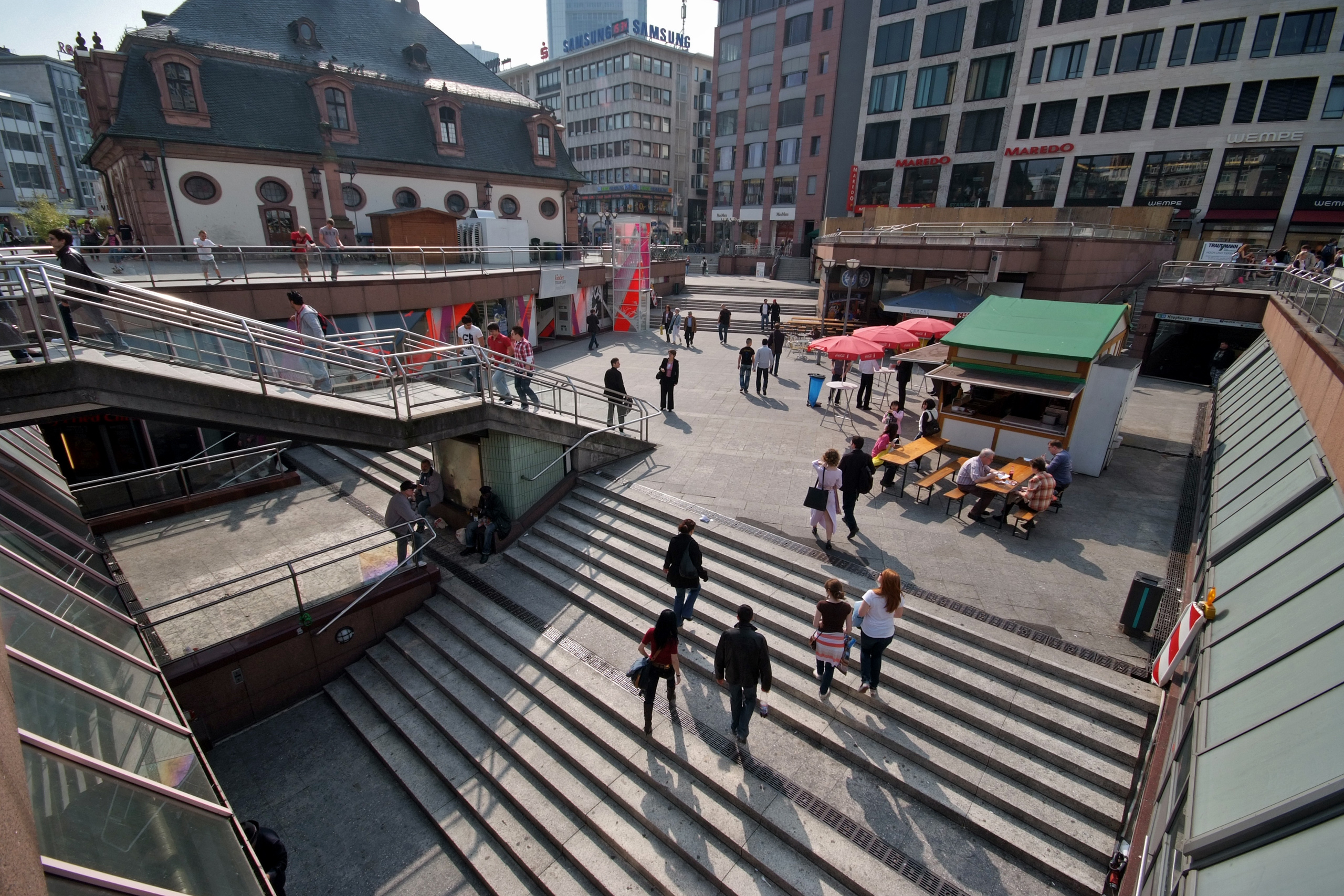
El agujero en la plaza Hauptwache

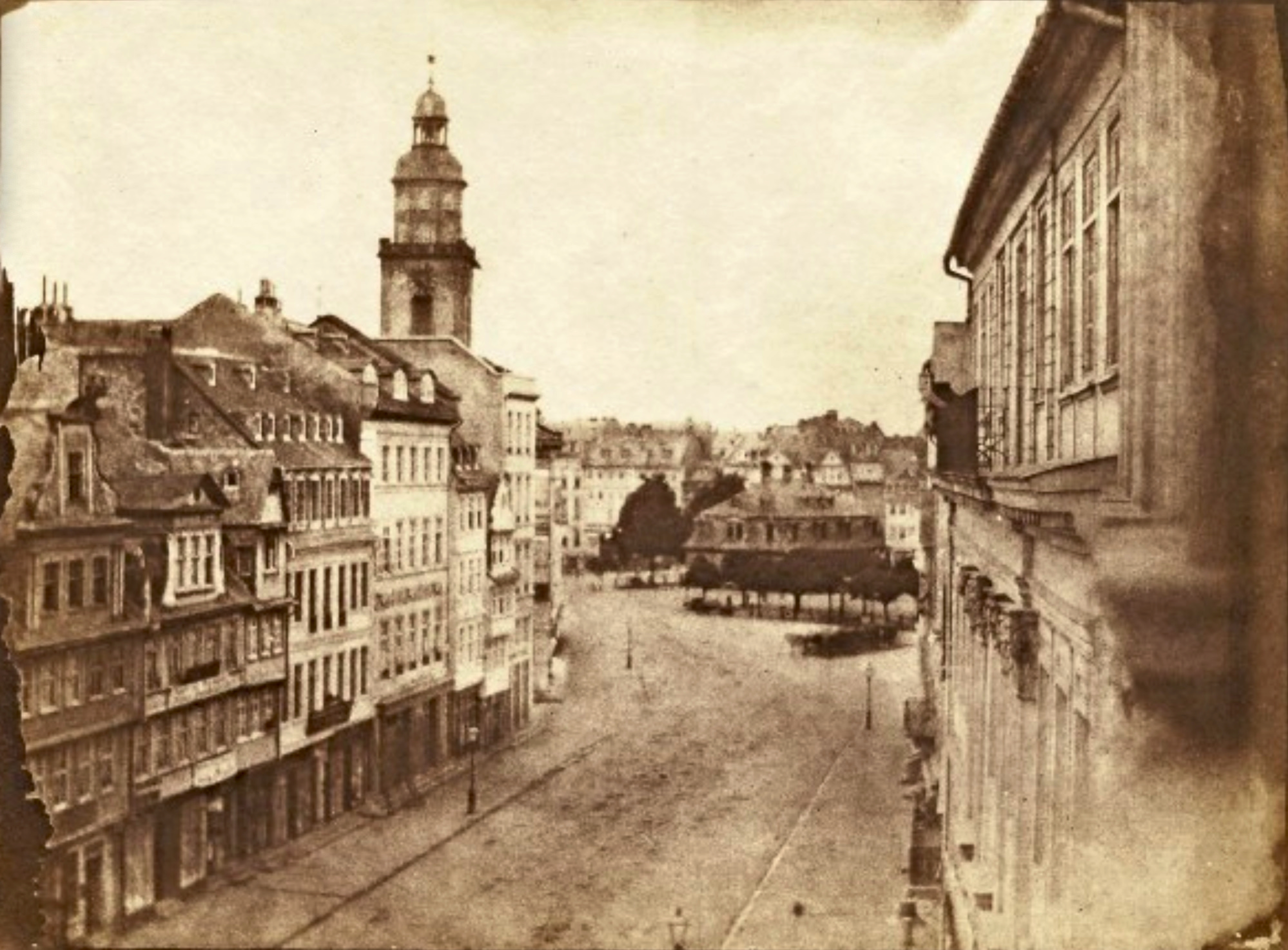
Hauptwache en 1846, por William Fox Talbot

El edificio barroco que da nombre a la plaza fue construido en 1730. Era la sede de la milicia Stadtwehr de la ciudad, cuando Fráncfort era una ciudad estado independiente (Ciudad Libre de Fráncfort) y también albergaba una prisión. En el siglo XVIII Fráncfort aún tenía murallas y su propio ejército. Hasta 1864 el lugar que rodeaba el edificio se llamaba Paradeplatz debido a su uso militar. En 1833, durante la Frankfurter Wachensturm, el Hauptwache y el Konstablerwache fueron asaltados en el esfuerzo fallido de una pequeña fuerza revolucionaria de ciudadanos nativos, entre otros Gustav Koerner, y personas de diferentes lugares de Alemania. Cuando en 1886 Prusia se anexionó la ciudad y se hizo cargo de las actividades militares, Hauptwache perdió su papel.
La prisión permaneció y Hauptwache también se convirtió en una comisaría de policía. En 1904, el edificio fue usado como una cafetería y sigue albergando una en la actualidad. Gravemente dañado en los bombardeos de la Segunda Guerra Mundial, reabrió provisionalmente con un techo modificado en 1954. En 1967, con la construcción del Metro por toda la ciudad, fue desmantelado para que pudiera ser trasladado y reconstruido por encima de la nueva estación subterránea del U-Bahn. La plaza ha experimentado otra renovación importante cuando abrió la estación del S-Bahn en 1978.
En la actualidad, la estación de Hauptwache es una de los nudos más importantes del sistema de transporte público de Fráncfort. Ocho de las nueve líneas del S-Bahn y cinco de las siete del Metro pasan por la estación.

## La plaza
La plaza se ha reformado varias veces. Su aspecto actual se caracteriza por una terraza hundida que desciende a una zona peatonal subterránea con tiendas y la estación del transporte público. Los francforteses llaman a esta zona hundida "das Loch" (en español: el agujero).  
La plaza contiene edificios de diferentes estilos arquitectónicos. La Iglesia de Santa Catalina domina la plaza con su torre. Aparte del barroco edificio Hauptwache, los edificios que rodean la plaza son principalmente arquitectura nueva debido al daño de la guerra.

## Calles

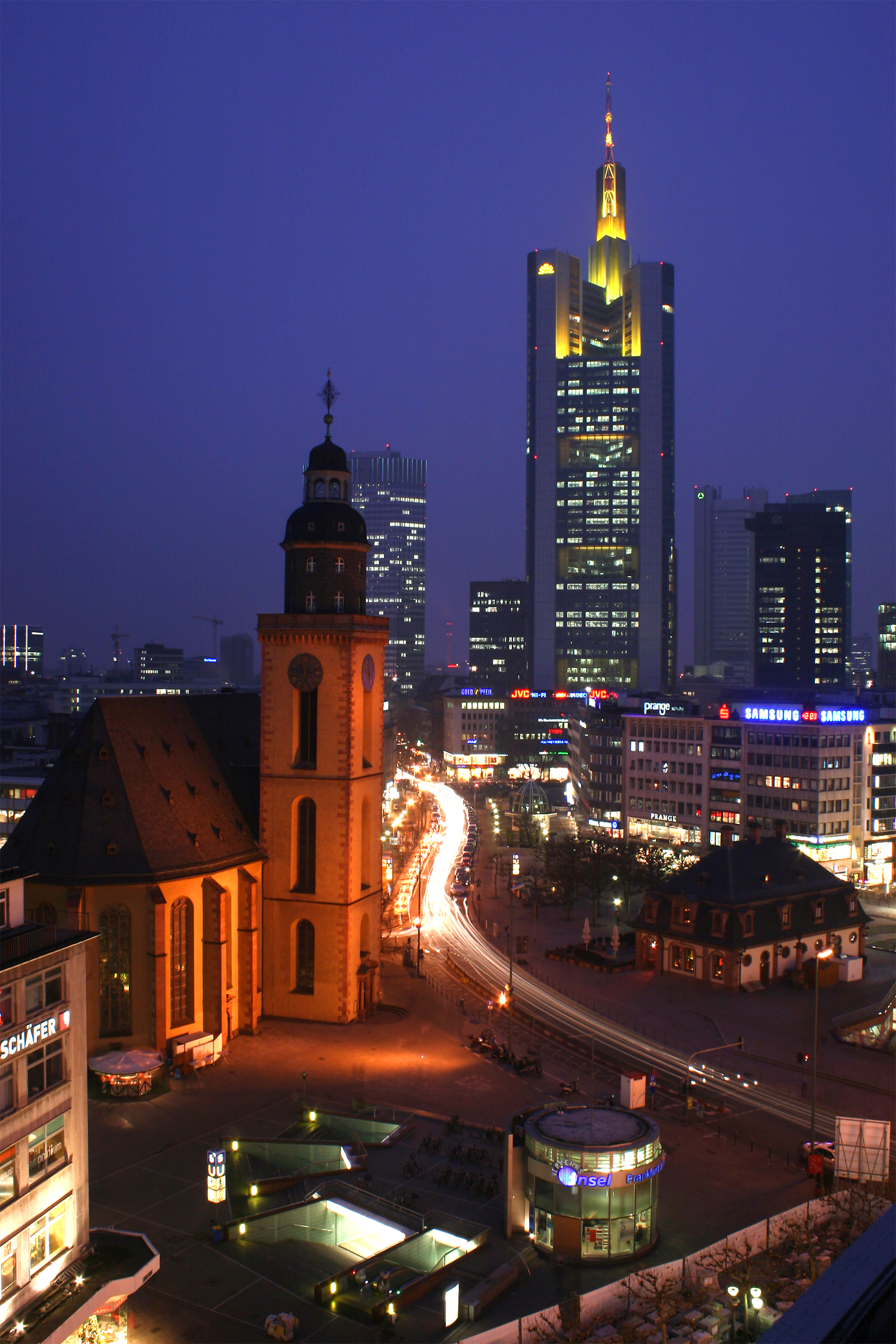
Hauptwache por la noche, vista desde el jardín de la azotea del Kaufhof

- Calles de tiendas
  - Straßenzug Biebergasse/Fressgass
  - Schillerstraße
  - Steinweg
  - Liebfrauenstraße
  - Zeil
- Arterias
  - Straßenzug Roßmarkt/Kaiserstraße
  - Große Eschenheimer Straße